# Rioverde (Messico)
Rioverde è una delle città più importanti dello Stato di San Luis Potosí nel Messico. È nota per avere mantenuto il proprio stile architettonico coloniale. Rioverde è tra i 58 comuni dello Stato di San Luis Potosí. È il centro economico più importante della zona centrale di questo Stato.

## Collegamenti stradali
È collegata alla strada 70 (Tampico - Sanchez-Román) da San Luis Potosí fino a Ciudad Valles, e dalla superstrada San Luis-Rioverde. La vìa 69 (Jalpan-Santo Domingo) arriva sul lato sud, e collega la città con la Sierra Gorda di Querétaro.
Tra le strade tra le montagne rimasta attiva, vi è la via delle Miniere, che conduce dalla comunità di Xichú Plazuela, Guanajuato, passando dal vecchio Realito Mines, dove una diga verrà costruita presto.

## Popolazione
La popolazione totale del comune è 88.991 abitanti. La Città di Rioverde è inserita in un'area metropolitana, che comprende i comuni di Ciudad Fernández e Rioverde, con una popolazione totale di 128.935 abitanti (censimento 2005). È il terzo comune più grande dello Stato.